# 克拉斯納鄉 (瑟拉日縣)

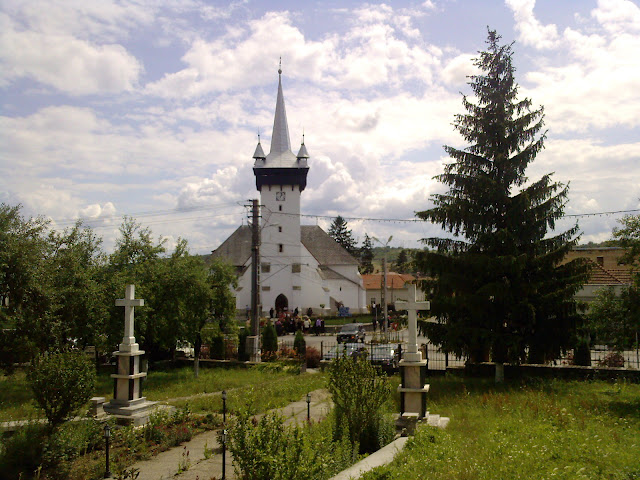

克拉斯納鄉（羅馬尼亞語：Comuna Crasna）是羅馬尼亞的鄉份，位於該國西北部，由瑟拉日縣負責管轄，面積71平方公里，海拔高度333米，2007年人口6,433，人口密度每平方公里90人。